# 莱梅特·多劳
莱梅特·多劳（匈牙利語：Leimeter Dóra，1996年5月8日—），匈牙利女子水球运动员。她曾代表匈牙利国家队参加2020年夏季奥林匹克运动会女子水球比赛，获得一枚铜牌。